# Harpagos
Harpagos (persisch هارپاگ Hārpāg [hɔːrˈpɔːg]; * vor 610 v. Chr.) war medischer Adliger im Königshaus des Astyages und spielt in der vom Historiker Herodot erzählten legendären Jugendgeschichte des späteren Perserkönigs Kyros II. eine zentrale Rolle.

## Die zwei Träume des Astyages

### 1. Traum des Astyages
Zunächst träumte der Mederkönig Astyages, dass aus dem Leib seiner Tochter Mandane ein mächtiger Strom entspringen würde, der ganz Ekbatana und Asien überschwemmte. Zwar gibt Herodot die Deutung des Traumes nicht an, doch machte er Astyages soviel Angst, dass Mandane keinen hochstehenden Meder, sondern den angesehenen Perser Kambyses I. heiraten musste. Damit glaubte er offenbar, die Gefahr für seine Herrschaft gebannt zu haben.

### 2. Traum des Astyages
Im nächsten Traum wuchs der Tochter Mandane ein Rebstock aus dem Bauch, der, ähnlich wie der Strom, ganz Ekbatana und Asien überschattete. Die Traumdeuter des Astyages legten den Traum als Gefahr für seine Herrschaft aus, die von einem möglichen Sohn seiner Tochter ausgehen könnte.

## Astyages Maßnahmen

### Die Aussetzung
Astyages nahm den neugeborenen Sohn Kyros (II.) seiner Tochter ab und übergab ihn Harpagos mit dem Auftrag, den möglichen Thronfolger zu töten. Harpagos delegierte diese Aufgabe an einen Hirten namens Mithradates, der sich anschließend auf den Weg ins Gebirge begab, um das Neugeborene auszusetzen. Die Frau des Hirten hatte gerade selbst einen Sohn geboren, der jedoch kurz nach der Geburt verstarb. Aus Mitleid mit seiner Frau tauschte der Hirte nun die Kinder aus und übergab ihren toten Sohn – in königliche Gewänder des kleinen Kyros gehüllt – einem Diener des Harpagos, der zur Bestattung gekommen war.

### Kyros II. Jugend
Zehn Jahre später traf Astyages durch Zufall auf den zu einem Jungen herangereiften Kyros (II.), erkannte ihn als seinen Enkel, fügte ihm aber auf Beruhigung durch seine Traumdeuter kein Leid zu, sondern schickte ihn zu Mandane nach Susa. Aus Rache ließ Astyages aber den dreizehnjährigen Sohn von Harpagos töten. Kopf, Hände und Füße des getöteten Sohnes wurden nach dem folgenden königlichen Festmahl in einem Korb zu Harpagos gebracht, der zudem auch noch erfahren musste, dass er das Fleisch des eigenen Sohnes gegessen hatte.

## Harpagos’ Rache
Aus Trauer- und Rachegefühlen heraus erzählte Harpagos kurz darauf Kyros (II.) die wahre Geschichte seiner Herkunft. Als dieser älter geworden war, organisierte Harpagos unter den vornehmen Medern eine Verschwörung gegen Astyages und konnte Kyros (II.) durch einen aufstachelnden, in einem toten Hasen heimlich übermittelten Brief zum Aufstand gegen den Mederkönig überreden. Ironischerweise schickte Astyages aber Harpagos als Heerführer gegen Kyros II., um den Aufstand zu beenden. Harpagos und der Rebell verbündeten sich sofort und gewannen gegen den Mederkönig selbst eine Schlacht bei Pasargadae (um 550 v. Chr.). Astyages wurde als Gefangener jedoch ehrenvoll behandelt.

## Historische Glaubwürdigkeit
Das Motiv des ausgesetzten Neugeborenen, das später durch Zufall wieder zu seinen Eltern gelangt und dann auf den Königsthron steigt, wird in orientalischen Erzählungen sehr oft verwendet. Historiker werten die Erzählung als Legende mit „wahrem Kern“. Kyros II. dürfte bei seiner Rebellion einen mächtigen Verbündeten in der Umgebung des Astyages gehabt haben, der zwar Harpagos geheißen haben kann, aber zu diesem Zeitpunkt dann bereits als älterer Mann ein Alter von etwa 60 Jahren erreicht hätte.

## Unterwerfung Kleinasiens
Als historisch gesichert kann jedenfalls gelten, dass ein Mann namens Harpagos nach der Machtübernahme durch Kyros II. einer von dessen Heerführern wurde. Er nahm am Kampf des Perserkönigs gegen die Lyder teil und konnte laut Herodot durch seine Kriegslist, dass Pferde den Kamelgeruch nicht mochten, die lydische Reiterei vertreiben und so die Einschließung von Sardes, der Hauptstadt von Krösus, erreichen, die zwei Wochen später eingenommen wurde (um 541 v. Chr.). Später führte er als Nachfolger des Mazares Feldzüge gegen die (zuerst von Paktyes geführten) aufständischen Griechen Kleinasiens. Er nahm danach zunächst Smyrna und die Seestadt Phokaia ein und unterwarf für Kyros schließlich alle Ionier des Festlandes. Es folgte die Eroberung Kariens und Lykiens. Das unabhängige Milet wurde verschont. Zur Einnahme der Städte der Ionier verwendete er erstmals in der Geschichte Katapulte; nachgewiesen ist dies zumindest für seine Eroberung Phokaias. Wahrscheinlich übten auch Nachkommen des Harpagos hohe Ämter in Kleinasien aus.